# Kakavova masa
Kakavova masa je suspenzija, v kateri je količina kakavovega masla do 55 %. Tekoča faza je kakavovo maslo, trdna faza pa delci celičnega tkiva, zrna škroba in beljakovin. Kakavova masa je ena izmed osnovnih surovin za izdelavo čokoladnih izdelkov, lahko pa jo uporabljamo za pridobivanje kakavovega masla in kakavovega prahu.